# Bromie
Nella mitologia greca,  Bromie o  Brome  era il nome di una delle ninfe del Monte Nisa.

## Il mito
Dioniso, il dio del vino, quando era un pargolo venne affidato alle cure delle ninfe, fra cui Bromie. In seguito divenne una delle Iadi, una stella nel cielo.

### Pareri secondari
Bromio era uno dei tanti appellativi che si dava al dio Dioniso, significava il rumoroso.
Secondo altri autori Bromie divenne di nuovo giovane grazie ad uno degli incantesimi della maga Medea.

### Fonti
- Pseudo-Apollodoro, Libro III -  5, 1
- Diodoro Siculo, Libro III, 70-71

### Moderne
- Robert Graves, I miti greci, Milano, Longanesi, ISBN 88-304-0923-5.
- Angela Cerinotti, Miti greci e di roma antica, Prato, Giunti, 2005, ISBN 88-09-04194-1.
- Anna Ferrari, Dizionario di mitologia, Litopres, UTET, 2006, ISBN 88-02-07481-X.
- Anna Maria Carassiti, Dizionario di mitologia classica, Roma, Newton, 2005, ISBN 88-8289-539-4.